# Macon (Missouri)
Macon ist eine City im US-Bundesstaat Missouri und Verwaltungssitz des Macon County. Das U.S. Census Bureau hat bei der Volkszählung 2020 eine Einwohnerzahl von 5457 ermittelt.

## Lage
Macon liegt etwa 230 Kilometer nordöstlich der Großstadt Kansas City im Norden Missouris.

## Geschichte

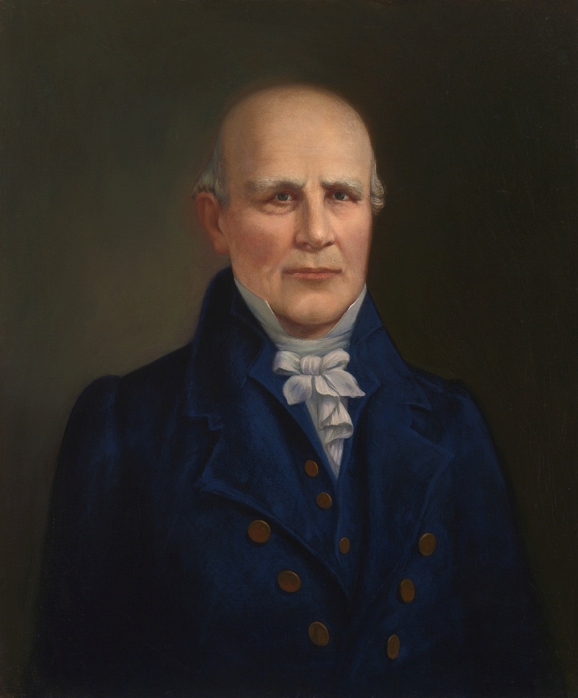
Nathaniel Macon

Die Wurzeln der Stadt Macon und von Macon County reichen zurück bis ins frühe 19. Jahrhundert, als am 6. Januar 1837 die zuvor unabhängigen Countys Chariton und Randolph zu Macon County verschmolzen wurden.
Der Name sowohl des Ortes als auch des Countys wurde zu Ehren von Nathaniel Macon ausgewählt, der Soldat im Unabhängigkeitskrieg war und als Vertreter North Carolinas über viele Jahre sowohl dem US-Repräsentantenhaus als auch dem Senat der Vereinigten Staaten angehörte.
Macons Besiedelung erfolgte langsam. 20 % der heutigen Bewohner Macons haben deutsche Wurzeln, 14 % britischen und weitere 14 % irischen Background. Die darauf folgenden wichtigsten Volksgruppen sind Afro-Amerikaner (5 %), Italiener (4 %), Waliser, Niederländer und Franzosen (je 3 %). Ein ganz besonderer Tag in der Geschichte Macons war der 22. Juni 1822, als Dr. Andrew Taylor Still die Wissenschaft der Osteopathie begründete. Dank diesem wichtigen Tag ist Macon bis heute eng mit der Osteopathie verbunden.
Im Vorfeld der Präsidentschaftswahlen von 2004 spendeten die Bürger von Macon mehr an die Republikanische Partei und deren Kandidaten George W. Bush als an jede andere Partei.

## Demographie
Entsprechend der 2000 durch das US Census Bureau zuletzt durchgeführten Volkszählung lebten in Macon 5538 Menschen in 2434 Haushalten und in 1448 Familien. Macon besteht zu 92,78 % aus Weißen, zu 5,36 % aus Afroamerikanern, zu 0,22 % aus Indianischen Urvölkern, und zu 0,23 % aus Amerikanern asiatischer Herkunft.
In 27,2 % aller Haushalte in Macon lebten zur Zeit der Erhebung minderjährige Kinder und Jugendliche. Verheiratete Paare machen 46,1 % aller Haushalte in Macon aus, 10,5 % aller Haushalte wurden von alleinstehenden Frauen geführt. 37,1 % aller Haushalte bestanden aus Einzelpersonen, wovon 19,8 % von einer Person mit über 65 Jahren geführt wurden. Die durchschnittliche Haushaltsgröße in Macon bestand aus 2,17 Personen, die durchschnittliche Familiengröße aus 2,82 Personen.
22,7 % aller Personen in Macon sind minderjährig, 7,7 % zwischen 18 und 24 Jahren, 24,1 % zwischen 25 und 44, 21,7 % zwischen 45 und 64, 23,8 % aller Einwohner von Macon sind über 65 Jahren. Auf 100 Maconerinnen kommen nur 85,8 Maconer.
Das Durchschnittseinkommen von Macon betrug 2000 26.738 US-Dollar, das mittlere Jahreseinkommen einer Familie lag bei 36.633 Dollar. Etwa 8,6 % aller Familien und 12,8 % der Gesamtbevölkerung von Macon lebte 2000 unter der Armutsgrenze.
Zwischen 2000 und 2005 hat die Bevölkerung von Macon etwas abgenommen. Es war ein Bevölkerungsrückgang von 1,99 % zu verzeichnen.

## Sehenswürdigkeiten
- Macon County Courthouse and Annex: Ein Gerichtsgebäude aus der zweiten Hälfte des 19. Jahrhunderts (Courthouse Square)
- Wardell House: Ein Handelsgebäude aus der ersten Hälfte des 20. Jahrhunderts (1 Wardell Road)

## Bildungswesen
- Öffentliche Bibliothek (210 N. Rutherford)
- Macon Senior High School (702 N MISSOURI)
- Macon Area Vocal School (702 N MISSOURI)
- Family Literacy Center (204 CRESCENT)

## Nächste Flughäfen
- Columbia, Missouri (ca. 90 km)
- Nächster internationaler Flughafen: Kansas City, Missouri (ca. 230 km)

## Söhne und Töchter der Stadt
- Robert T. Jones (1910–1999), Flugzeugingenieur bei der NASA
- James P. Kem (1890–1965), Politiker, Senator von Missouri
- Orlando Ward (1891–1972), Generalmajor der US Army